# Лабе, Луиза
Луиза Лабе́ (фр. Louise Labé; настоящие имя и фамилия Луиза Шарли, Charly; прозвище Прекрасная канатчица, La Belle Cordière) (1522, Лион — 25 апреля 1566, Парсьё-ан-Домб под Лионом) — французская поэтесса, хозяйка литературного салона.

## Биография
О жизни Лабе известно довольно мало. Дочь лионского канатчика (отсюда прозвище «Прекрасная канатчица», фр. La belle Cordière). Она вышла замуж за богатого канатчика и фабриканта Перрена, и её дом стал центром образованного общества в Лионе.
Жизнь Луизы Лабе прошла в Лионе и его окрестностях. В её время Лион стал крупным промышленным и торговым центром. Кроме того через него проходили пути из Парижа в Италию, которая была культурным лидером эпохи Возрождения. Итальянское влияние в Лионе было очень заметным.
Луиза Лабе была дочерью лионского фабриканта-канатчика и была выдана замуж за его коллегу по цеху. Так как она по свидетельству всех окружающих была ещё и чрезвычайно привлекательна, за ней закрепилось устойчивое прозвище Прекрасная канатчица. Настоящая фамилия её отца Шарли или Шарльё. Первым браком он женился на вдове фабриканта-канатчика Лабэ и унаследовал от неё вместе с фабрикой и фамилию. Луиза была дочерью от второго брака. Её мать умерла в 1525 году, третьим браком отец женился на молодой девушке. Сведений об отношениях Луизы с мачехой не сохранилось, нет оснований считать, что они были конфликтными, так как Луиза получила прекрасное образование.
Превосходное образование, которое получила Луиза, было по-видимому обеспечено финансовыми возможностями отца, отвечало наиболее передовым гуманитарным идеям эпохи Возрождения, но в определённом смысле было уникальным, так как такое образование могли получить считанные единицы. Давая такое образование дочери, отец в известной мере перешагивал через традиционные воззрения окружающей среды. Её образование включало в себя широкий круг гуманитарных познаний, доступных лучшим умам этой эпохи. Она знала греческий, латынь и итальянский языки. Познакомилась с философскими, историческими и литературными произведениями, как античного мира, так и новой итальянской литературы, в том числе с поэзией Данте и Петрарки. Одним из её учителей был Морис Сэв, известнейший поэт Лиона этой эпохи; он навсегда остался её другом и ввёл девушку в круг литераторов и художников. Другой обязательной частью образования были обучение пению и игре на музыкальных инструментах. Любимым инструментом Луизы стала лютня. Но, что было поистине необычным, Луиза вместе со старшим братом обучалась и мужским занятиям: гимнастике, фехтованию, верховой езде.
В возрасте 20 лет в 1542 году Луиза уже была замужем за коллегой своего отца, также канатчиком, человеком уже не молодым, не очень богатым и не образованным. Однако он, по-видимому, предоставлял жене большую свободу. Луиза вела открытый и свободный образ жизни, её дом посещали литераторы, музыканты и художники. Некоторые исследователи даже утверждали, что у неё был литературный салон, но это, видимо, некоторое преувеличение, так как её основные гости бывали в Лионе эпизодически, проездом. Кроме того, по отдельным репликам видно, что её образ жизни осуждался многими окружающими, а в эпоху салонов такое поведение уже стало принятой в обществе нормой.
Одним из её знакомых стал известный французский поэт Оливье де Маньи, который был проездом в Лионе. Он стал основным предметом её любовной лирики. Его ответное чувство к ней было видимо недолгим. Исследователи узнают её в некоторых его стихах, но этот поэт увлекался многими женщинами.
В 1555 году поэтесса решила издать свои сочинения. Известный лионский издатель Жан де Турн издал её книгу, а следующем году выпустил ещё два издания. Видимо, она пользовалась спросом. В 1556 году её книгу издал в Руане Жан Гару.
О её жизни с 1556 до 1565 года известно очень мало. Однако из общего исторического фона ясно, что это была несчастливая эпоха. Религиозные войны привели к повышению налогов. Известно, что в 1557 году обанкротился её муж. Супруги переехали в Персьё-ан-Домб, маленькое имение, наследство матери Луизы. Лион был захвачен гугенотами и стал ареной столкновений. В 1564 году в Лионе была эпидемия чумы, от неё умерли брат Луизы и её друг Морис Сэв. Луиза тоже тяжело болела в это время, но чем, неизвестно; во всяком случае она выжила в эпидемию, хотя, видимо, это была тяжелая и продолжительная болезнь. Её поддерживал её друг адвокат Томазо Фортини. Весной 1566 года она скончалась и была похоронена по католическому обряду тайно ночью, так как в городе господствовали гугеноты. Томазо Фортини заказал ей могильный камень, но он пропал, так что могила её неизвестна.

## Творчество
Несчастная любовь к молодому дворянину (по-видимому, ещё до замужества) вызвала её пламенные стихотворения — 3 элегии и 24 сонета. Они появились, вместе с прекрасной аллегорией «Débat de Folie et d’Amour» (Спор Безумия и Любви), в её «Oeuvres» («Сочинениях»), в 1555 (новое изд. П., 1887). Сонеты Лабе — одни из первых, по времени, на французском языке. В её творчестве (как и у других французских поэтов Возрождения: Маро, Ронсара и его «Плеяды», Дю Белле) несомненно влияние итальянской поэзии, прежде всего Петрарки.

## Признание
Её сонеты перевёл на немецкий Р. М. Рильке. Кантату «Гробница Луизы Лабе» написал Морис Оана, романс на её стихи — Дариюс Мийо.

## Версия о мистификации
В конце 2005 года женевское издательство Droz выпустило в свет монографию профессора Мирей Юшон, в которой доказывалось, что никакой поэтессы Луизы Лабе на самом деле не существовало. По мнению М. Юшон, речь идёт о масштабной литературной мистификации, осуществлённой поэтами лионской школы (М. Сэв, К. де Таймон, Г. Ла Тейсоньер и др.), которые продемонстрировали таким образом возможности использования итальянских поэтических форм во французской словесности. Вокруг теории М. Юшон — она не нашла широкой поддержки у литературоведов, хотя и была поддержана крупнейшим французским учёным, академиком Марком Фюмароли — вспыхнула ожесточённая и не завершённая до сих пор дискуссия ().
Теория М. Юшон не согласуется с целым рядом юридических и финансовых документов, сохранившихся в архивах: Королевская привилегия, подтверждающая её авторские права, завещание, оформленное по всем правилам юридической науки, сохранившиеся счета, например, счет на оплату могильного камня. Некоторые из этих документов составлены после эпидемии чумы, которая унесла жизнь многих лионцев, в том числе Мориса Сэва.

## Публикации текстов
- Louise LABÉ, Oeuvres, E. Giudici (éd.), Genève, Droz, 1981.
- Louise LABÉ, Oeuvres Complètes, F. Rigolot (éd.), Paris, GF, 1984.

### На русском языке
- Лабе Л. Сочинения / издание подготовила И. Ю. Подгаецкая ; ответственный редактор Н. И. Балашов. — М. : Наука, 1988. — 352 с. — (Литературные памятники / Академия наук СССР ; председатель редколлегии Д. С. Лихачёв). — 50 000 экз. — ISBN 5-02-012711-6.